# Las Flores, Sinaloa
Las Flores är en ort i Mexiko.   Den ligger i kommunen Culiacán och delstaten Sinaloa, i den centrala delen av landet, 1 000 km nordväst om huvudstaden Mexico City. Las Flores ligger 98 meter över havet och antalet invånare är 345.
Terrängen runt Las Flores är platt åt nordväst, men åt sydost är den kuperad. Terrängen runt Las Flores sluttar västerut. Runt Las Flores är det ganska tätbefolkat, med 155 invånare per kvadratkilometer. Närmaste större samhälle är El Rosario, 13,3 km sydväst om Las Flores. Omgivningarna runt Las Flores är en mosaik av jordbruksmark och naturlig växtlighet.